# Четверть доллара с изображением Изабеллы
25 це́нтов с изображением королевы Изабе́ллы, также кво́тер Изабе́ллы (англ. Isabella quarter) или кво́тер Всемирной (Колу́мбовой) выставки (англ. World’s Columbian Exposition quarter) — серебряная монета США номиналом в четверть доллара, выпущенная в 1893 году в рамках участия Соединённых Штатов во Всемирной выставке в Чикаго. Монета получила название в честь королевы Изабеллы I Кастильской, чей портрет размещён на аверсе. Дизайн квотера был разработан главным гравёром Монетного двора США Чарльзом Барбером. Монета имеет ряд особенностей:
- первая памятная монета США номиналом в 25 центов[3];
- первая памятная монета США, на которой присутствует изображение женщины[2];
- первая монета США достоинством в четверть доллара с изображением реальной женщины[3];
- первая памятная монета США с изображением женщин на обеих сторонах — на аверсе и реверсе[3];
- первая монета США с изображением иностранного монарха[4].

В нумизматической прессе после выпуска монеты дизайн квотера был подвергнут критике и объявлен устаревшим. Монета неудовлетворительно распространялась в период проведения выставки: установленная цена в 1 доллар была такой же, как и для полудоллара с изображением Колумба, однако покупатели охотнее приобретали последний. В результате в течение выставки удалось реализовать лишь около 15 000 экземпляров, ещё 10 000 монет по номинальной стоимости приобрели представители Совета женщин-организаторов (англ. The Board of Lady Managers), ответственного за американскую экспозицию выставки. Почти половина выпуска была возвращена на Монетный двор для переплавки. На сегодняшний день квотеры Изабеллы пользуются популярностью среди коллекционеров и оцениваются, в зависимости от состояния, в сумму до нескольких тысяч долларов.

## Предыстория
В августе 1892 года Конгресс США своим решением предоставил организаторам американской экспозиции Всемирной выставки в Чикаго право в течение мероприятия распространять с наценкой первые памятные монеты США — полдоллара с изображением Колумба; само мероприятие было санкционировано американским парламентом двумя годами ранее. Кроме того, закон предусматривал создание двух организационных комитетов: Совета женщин (англ. The Board of Lady Managers) и Совета мужчин (англ. Board of Gentleman Managers). Совет женщин-организаторов возглавляла Берта Палмер, чей супруг, Поттер Палмер, был владельцем «Палмер-Хауза», крупнейшего отеля Чикаго. Несмотря на равенство в вопросах организации экспозиции, решения Совета женщин часто оспаривались их коллегами-мужчинами.
Решение о создании Совета женщин-организаторов было включено в проект закона по настоянию адвоката и правозащитницы Сьюзен Энтони, настаивавшей, что женщины наравне с мужчинами способны помочь в организации мероприятия. С этой же целью Совет женщин принял решение выпустить памятную монету, представив её (в рамках выставки) в качестве «конкурента» монете с портретом Колумба. Процесс принятия законопроекта о выпуске аналогичной памятной монеты в 50 центов затянулся, поэтому представители Совета женщин решили дождаться следующей сессии Конгресса. В то же время, когда в ноябре 1892 года состоялся выпуск полудоллара с изображением Колумба, Совет женщин объявил его дизайн «нехудожественным» (англ. inartistic). Берта Палмер выразила желание, чтобы представители Совета женщин «имели честь стать авторами первой высокохудожественной монеты, выпущенной правительством Соединённых Штатов».
В январе 1893 года Берта Палмер обратилась в Комиссию Палаты представителей по бюджетным ассигнованиям с просьбой о выделении 10 000 долларов из средств, предназначенных федеральным правительством для выплаты Совету женщин-организаторов, в виде памятных 25-центовых монет (квотеров, англ. quarters) для последующей их продажи с наценкой в рамках проведения выставки. 3 марта 1893 года Конгресс принял законопроект, предусматривавший выпуск монеты, технические характеристики которой должны были соответствовать параметрам соответствующей монеты для обращения. Кроме того, дизайн, в соответствии с принятым законом, должен был быть утверждён министром финансов. Общий тираж памятного квотера был ограничен 40 000 экземпляров.

## Подготовка к выпуску

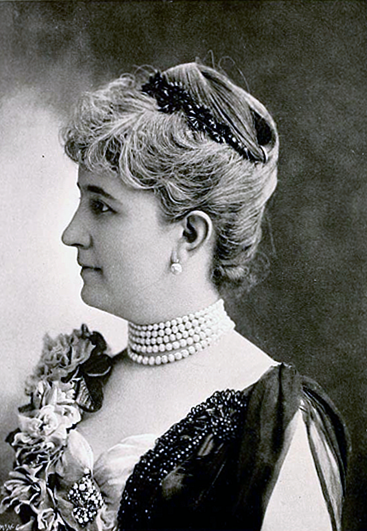
Берта Палмер, председатель Совета женщин-организаторов Всемирной выставки в Чикаго

Первоначально за помощью в создании эскизов дизайна монеты Берта Палмер обратилась к художнику Кеньону Коксу. Тем не менее желая, чтобы окончательный вариант дизайна квотера создала именно женщина, представители Совета также консультировались с Сарой Хэллоуэлл, художественным секретарём выставки. Хэллоуэлл обратилась к скульптору Огастесу Сент-Годенсу, который, в свою очередь, порекомендовал проект своей бывшей ученице Кэролайн Педдл, в это время уже занимавшейся выставочной работой по заказу компании Tiffany. Именно Педдл в конце концов и была поручена работа над дизайном монеты.
Вскоре после того, как Конгресс утвердил выпуск памятной монеты, директор монетного двора Эдвард Лич 14 марта 1893 года отправил Берте Палмер письмо. В письме Лич сообщал, что сам он хотел бы, чтобы Совет самостоятельно создал дизайн квотера, однако главный гравёр монетного двора Чарльз Барбер и управляющий Филадельфийского монетного двора Оливер Босбишелл требуют оставить процесс проектирования в ведении монетного двора. Палмер ответила, что Совет решил разместить на монете портрет королевы Изабеллы I Кастильской, оплатившей часть расходов экспедиции Христофора Колумба. Директору монетного двора был предложен на рассмотрение проект дизайна квотера, подготовленный при содействии профессиональных художников и скульпторов. Кроме того, Берта Палмер провела встречу с конгрессменом Алленом Дурбороу, председателем комитета Палаты представителей, ответственного за проведение выставки.

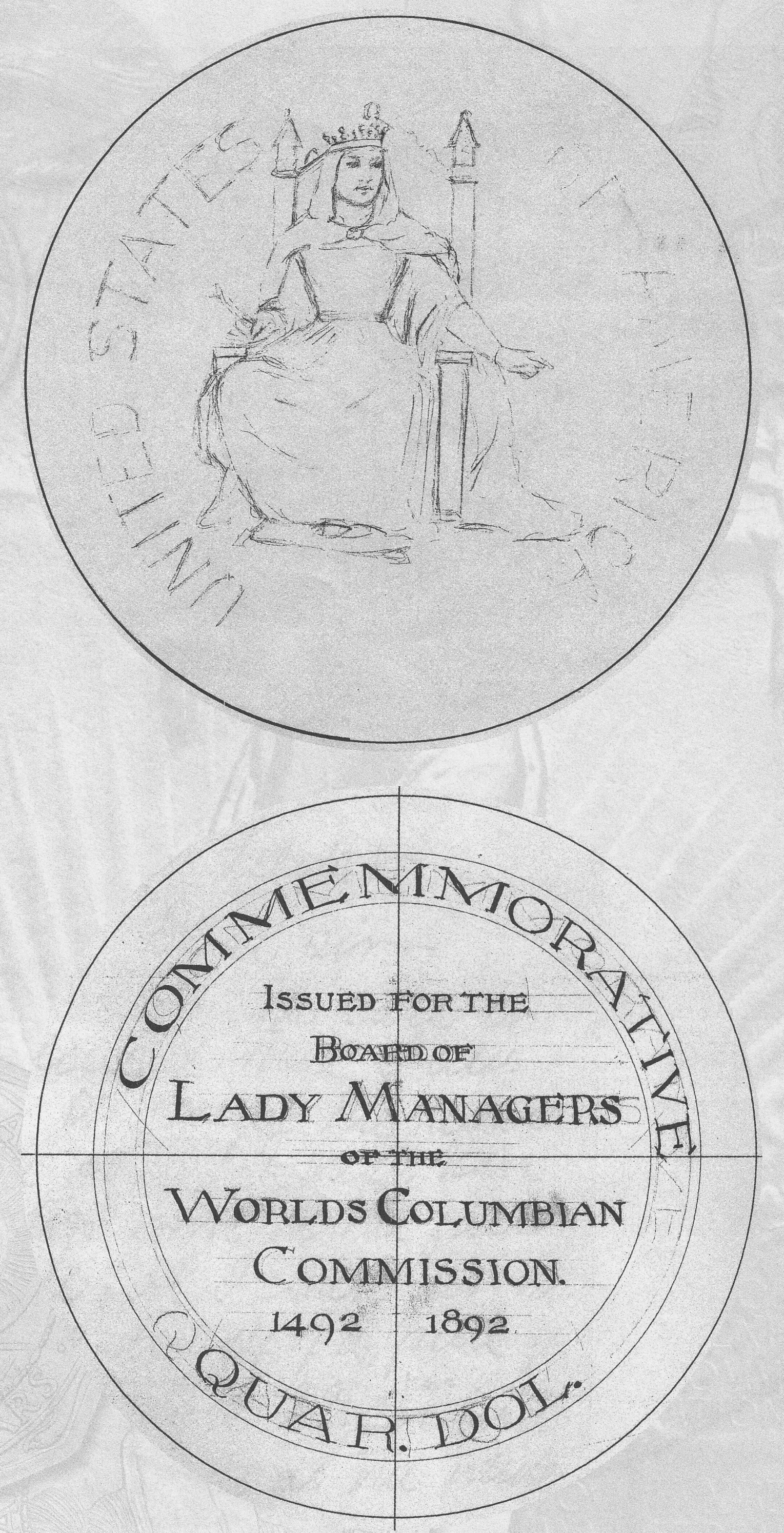
Первоначальные эскизы дизайна монеты работы Кэролайн Педдл

В конце марта было заключено официальное соглашение со скульптором Кэролайн Педдл. В соответствии с инструкциями Берты Палмер на предварительных эскизах монеты должны были присутствовать изображение королевы Изабеллы, наименование квотера, название страны-эмитента и надпись: «Памятная монета, выпущенная Советом женщин-организаторов Всемирной Колумбовой выставки в соответствии с актом Конгресса, 1492—1892» (англ. Commemorative coin issued for the Board of Lady Managers of the World's Columbian Exposition by Act of Congress, 1492—1892). Скульптору не вменялось в обязанность предоставить эскизы Совету перед их отправкой представителям монетного двора. Министр финансов Джон Гриффин Карлайл не возражал против самостоятельной разработки дизайна квотера Советом, однако попросил сменить оформление реверса, отметив, что «монета с длинной надписью будет выглядеть как рекламный жетон». Директор монетного двора Лич, в свою очередь, сообщил управляющему Филадельфийского монетного двора Босбишеллу, что Совет, вероятно, решит привлечь к работе профессионального скульптора, и предложил главному гравёру Чарльзу Барберу создать несколько набросков дизайна монеты.
В соответствии с инструкциями Педдл направила директору монетного двора наброски квотера с изображением сидящей королевы на аверсе и длинной надписью на реверсе. Предоставленные эскизы не удовлетворили Лича, и он решил полностью передать работу над реверсом Барберу, попросив Кэролайн Педдл переработать также оформление аверса. Главный гравёр предложил использовать портрет Изабеллы в профиль вместо фигуры сидящей королевы; изменения были утверждены Карлайлом. Тем временем Палмер выражала всё большую озабоченность, опасаясь, что двух месяцев, оставшихся до начала выставки, будет недостаточно для выпуска условленного тиража монет. Кроме того, Кэролайн Педдл, испытывая давление со стороны заказчиков и монетного двора, пригрозила отказаться от работы над проектом, сообщив Совету, что «не может дать согласие на выполнение половины работы».
В конце концов, терпение скульптора лопнуло после получения двух писем, датированных 7 апреля. В первом письме Эдвард Лич заявлял о своём праве как директора монетного двора утверждать дизайн монеты на своё усмотрение. По его решению на аверсе квотера должен был быть размещён портрет королевы Изабеллы, реверс же должен быть отчеканен в соответствии с набросками главного гравёра. Второе письмо, от Оливера Босбишелла, содержало новые требования к дизайну аверса: управляющий Филадельфийского монетного двора посчитал корону Изабеллы неуместной на американской монете и предложил изобразить королеву без неё. 8 апреля 1893 года Педдл по собственному желанию покинула проект.
Спустя несколько дней Эдвард Лич «в целях примирения» написал Берте Палмер письмо, в котором выразил сожаление по поводу произошедшего. Председатель Совета согласилась продолжать совместную работу и предложила в качестве альтернативы надписи использовать на реверсе изображение павильона Здания женщин — части выставки, подготовленной Советом женщин. Однако Чарльз Барбер, к тому времени уже подготовивший эскизы обеих сторон монеты, отверг эту идею, заявив, что «при требуемом низком рельефе здание на монете будет казаться простой полосой», и одобрил эскиз работы помощника гравёра Джорджа Томаса Моргана; на этот раз в центр реверса было помещено изображение сидящей на коленях женщины с ручной прялкой и веретеном в руках. Лич, однако, оказался неудовлетворён изменениями, заявив, что в таком случае на монете будет изображено «слишком много женщин». Директор монетного двора поручил Барберу самостоятельно внести некоторые изменения в наброски; Босбишелл направил Личу окончательные варианты дизайна 11 и 12 апреля. Ознакомившись с эскизами, Лич утвердил проект Моргана и сообщил о своём решении Берте Палмер. Однако представители Совета не оставили попыток изменить дизайн монеты, предложив изобразить на квотере портал павильона и поинтересовавшись, возможно ли разместить на монете портрет живого человека. В ответ Лич сообщил, что министр Карлайл уже утвердил предварительные эскизы дизайна и его решение является окончательным.
В процессе дальнейшей работы Босбишелл сообщил Личу, что Стюарт Каллин, куратор Пенсильванского университета, имеет несколько медалей с изображением Изабеллы Кастильской, а бывший генерал Оливер Ховард занимается написанием книги-биографии королевы и также обладает её изображениями. С учётом этого директор монетного двора согласился сотрудничать в работе над проектом не только с ранее предложенными художниками и скульпторами, как того требовали представители Совета женщин. Кроме того, министр Карлайл «не хотел допустить, чтобы на монете появилась надпись, которая делала бы различия по признаку пола», такая как «Совет женщин-организаторов» (англ. «Board of Lady Managers»), но в конце концов согласился с этой формулировкой. 24 апреля директор монетного двора направил Берте Палмер футляр с двумя гипсовыми моделями аверса, на одной из которых была изображена молодая королева Изабелла, а на другой — она же в более зрелом возрасте. Также Лич проинформировал Палмер о том, что для реверса будет использована надпись, ранее согласованная с министром финансов: «Совет женщин-организаторов». Дизайн аверса, предположительно, был создан Барбером на основе гравюры с портретом Изабеллы, пересланной на монетный двор Кэролайн Педдл по просьбе Берты Палмер, однако некоторые исследователи полагают, что Барбер работал над ним ранее. 5 мая Совет женщин-организаторов утвердил портрет молодой королевы для изображения на аверсе.

## Дизайн монеты

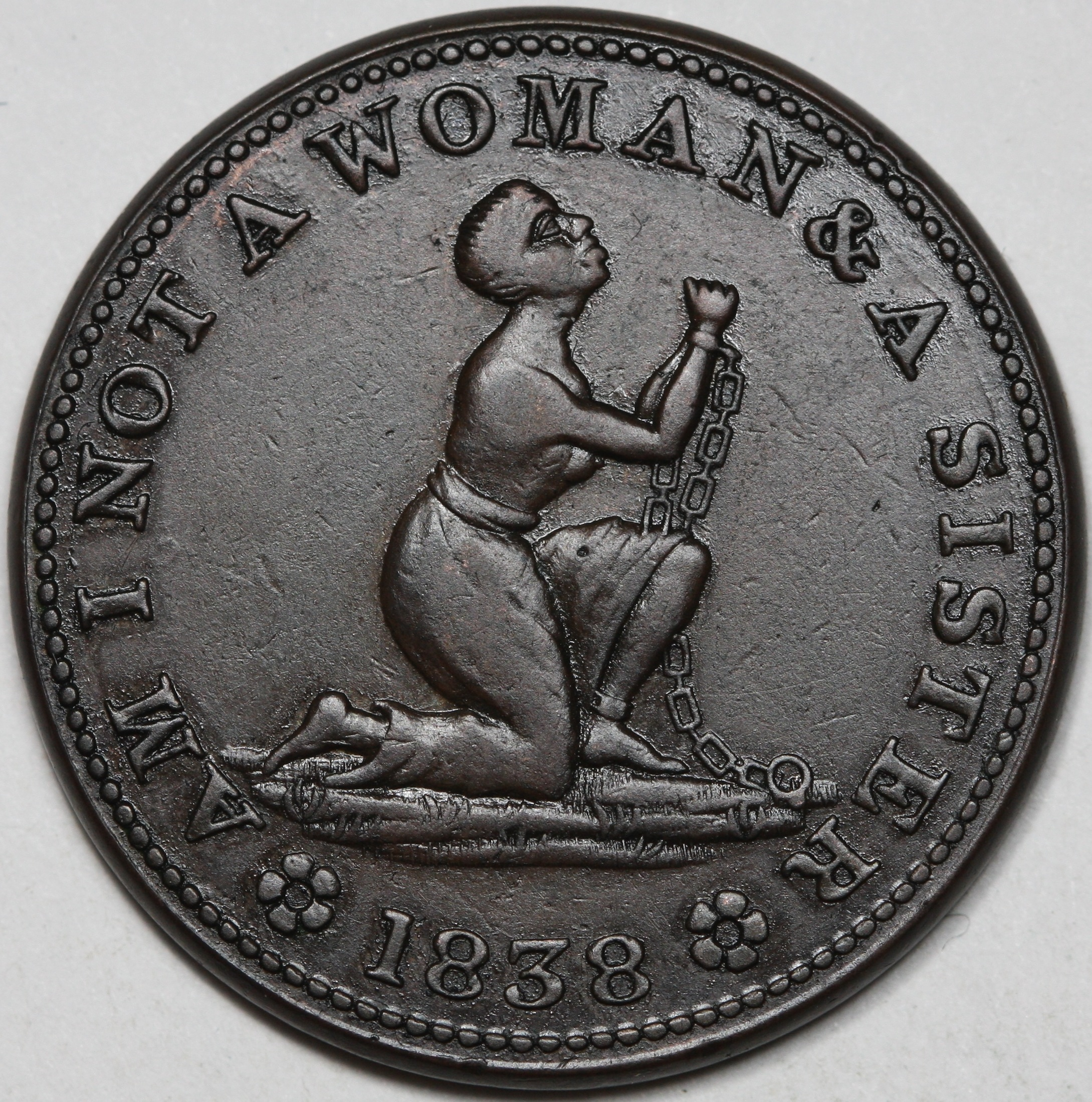
Аболиционистский жетон 1838 года выпуска

На аверсе монеты изображён портрет Изабеллы Кастильской с короной на голове. По мнению искусствоведа Корнелиуса Вермейла, дизайн аверса «соответствует викторианской готической традиции фотографического классицизма Джорджа Гилберта, лучше всего представленной на рельефах мемориала принца Альберта в Лондоне». На реверсе изображена стоящая на коленях женщина с ручной прялкой и веретеном в руках; Вермейл указывает на сходство мотивов изображения с фигурой молодой женщины-слуги, высеченной на восточном фронтоне храма Зевса в Олимпии в V веке до нашей эры. Тем не менее современные исследователи сравнивают реверс квотера с аболиционистским жетоном 1838 года с изображением стоящей на коленях женщины и надписью: «Разве я не женщина и не сестра?» (англ. «Am I not a woman and a sister»). В целом, оценивая дизайн монеты, искусствовед отмечает, что «в наши дни монета кажется очаровательной благодаря своей причудливости и викторианскому стилю, смеси холодного эллинизма и романтики эпохи Возрождения. Возможно, её главной особенностью является то, что ни одна из привычных надписей, девизов и тому подобного на монете не появляется».
Историк Дон Таксей в своём исследовании ранних памятных монет США ставит под сомнение присутствующие во многих источниках данные о том, что в работе над дизайном квотера участвовал Кеньон Кокс. В частности Таксей отмечает, что сын художника «решительно отрицает участие отца в создании монеты». С другой стороны, историк посчитал дизайн «обычным» и «типичным» для стиля Барбера, заявив, что квотер «мало чем отличается от полудоллара» работы того же гравёра.
С положительной оценкой дизайна монеты, которую даёт Вермейл, контрастирует отзыв в ежегоднике American Journal of Numismatics, написанный журналистами Американского нумизматического общества:

Что касается художественных достоинств [монеты], как и гармонии, которая, как говорят, царила на собраниях [Совета] женщин-организаторов, то, возможно, чем меньше об этом будет сказано, тем лучше; мы не знаем, кто автор её дизайна, но в этом случае, как и в ситуации с полудолларом, контраст между образцами нумизматического искусства страны, представленными монетами Колумбовой выставки, с одной стороны, и вдохновенной и достойной восхищения работой архитекторов зданий [выставки], с другой, разителен до боли. Если эти две монеты действительно представляют собой высшие достижения наших медальеров и наших монетных дворов, <…> можно оставить надежды на их светлое будущее <…> Мы не готовы смириться с этой мыслью.
Оригинальный текст (англ.)Of its artistic merit, as of the harmony which is reported to have prevailed at the meetings of those [Lady] Managers, perhaps the less said the better; we do not know who designed it, but in this instance, as in the Half Dollar, the contrast between the examples of the numismatic art of the nation, as displayed on the Columbian coins, on the one hand, and the spirited and admirable work of the architects of the [Exposition's] buildings, on the other, is painful. If these two coins really represent the highest achievements of our medallists and our mints ... we might as well despair of its future ... We are not ready to admit this to be true.

## Выпуск в обращение
Чеканка монет, охарактеризованных Барбером как «выставочные квотеры» (англ. showy quarters), началась на Филадельфийском монетном дворе 13 июня 1893 года, спустя шесть недель после официального открытия Колумбовой выставки. Эдвард Лич планировал выпуск монет с использованием полированных металлических , и рабочие монетного двора обращались с изделиями осторожно: в отличие от полудоллара, на сохранившихся экземплярах квотера практически отсутствуют следы от взаимодействия с другими монетами. Несколько первых монет, соответствующим образом сертифицированных и позднее направленных представителям Совета женщин-организаторов, было отчеканено в улучшенном качестве пруф (англ. proof). В общей сложности было выпущено 40 023 экземпляра, в их числе — 23 монеты, отложенные для проверки и тестирования специальной комиссией.
В рамках выставки распространение квотеров оказалось неэффективным: в отличие от полудоллара, который можно было приобрести в нескольких торговых точках, размещённых по всему пространству экспозиции, квотеры реализовывались лишь в женском павильоне выставки либо посредством почты. Около 15 000 монет было продано коллекционерам, дилерам и посетителям выставки, причём несколько тысяч из этого числа было приобретено филателистическо-нумизматической компанией Джона Уолтера Скотта. Исходя из статистики продаж, для организаторов выставки было очевидно, что при цене квотера в 1 доллар — аналогичной стоимости полдоллара — посетители экспозиции охотнее приобретали последний, поэтому из оставшейся части нереализованных монет примерно 10 000 экземпляров было выкуплено Советом женщин по номинальной стоимости; 15 089 квотеров были возвращены на монетный двор для переплавки. Таким образом, окончательный тираж квотера составил чуть больше половины всех выпущенных монет: 24 214 экземпляров.
При посредничестве дилеров большая часть монет, приобретённых Советом женщин-организаторов, появилась на нумизматическом рынке в 1920-х годах. К началу 1930-х годов цена квотера повысилась до первоначальной на момент проведения выставки, в 1955 году стоимость монет, не бывших в обращении («анциркулейтед», UNC, либо «бриллиант-анциркулейтед», BU), составляла 20 долларов за экземпляр. В начале XXI века монеты, являющиеся единственными исключительно памятными квотерами США, не предназначавшимися для обращения после выпуска, пользуются популярностью среди коллекционеров. В издании A Guide Book of United States Coins, выпущенном в 2018 году, указывается, что монета имеет стоимость в 325 долларов в почти превосходном состоянии (AU-50, AU) и от 3750 долларов — в превосходном (MS-66, BU).

## Комментарии
1. ↑  Выставка была посвящена 400-летию открытия Америки и получила официальное название в честь Колумба[10].
2. ↑  С 1873 года в США действует закон, запрещающий использовать изображения живущих людей на банкнотах и монетах доллара США, а также на ценных бумагах, выпускаемых в Соединённых Штатах[19].
3. ↑  В частности Моран приводит довод о том, что период времени в один день — между получением гравюры и окончанием работы — слишком короток для выполнения эскиза, учитывая, что в тот же день Барбер присутствовал на похоронах внука Босбишелла[20].
4. ↑  Например, в официальном буклете выставки[26].
5. ↑  Под номерами 400, 1492 и 1892[29].

### Другие источники
- Bowers, Q. David. "Chapter 8: Silver commemoratives (and clad too), Part 1" // Commemorative Coins of the United States: A Complete Encyclopedia.
- Bowers, Q. David. "Chapter 8: Silver commemoratives (and clad too), Part 8" // Commemorative Coins of the United States: A Complete Encyclopedia.
- Bowers, Q. David. "Chapter 8: Silver commemoratives (and clad too), Part 10" // Commemorative Coins of the United States: A Complete Encyclopedia.
- United States Department of the Treasury. Laws of the United States Relating to Loans and the Currency, Since 1860. — Washington, D.C.: United States Government Publishing Office, 1878. — 271 p.